# Зеветаль
Зеветаль (нем. Seevetal) — община в Германии, в земле Нижняя Саксония.
Входит в состав района Харбург. Население составляет 42 213 человек (на 31 декабря 2010 года). Занимает площадь 105,19 км².